# 燒乳豬

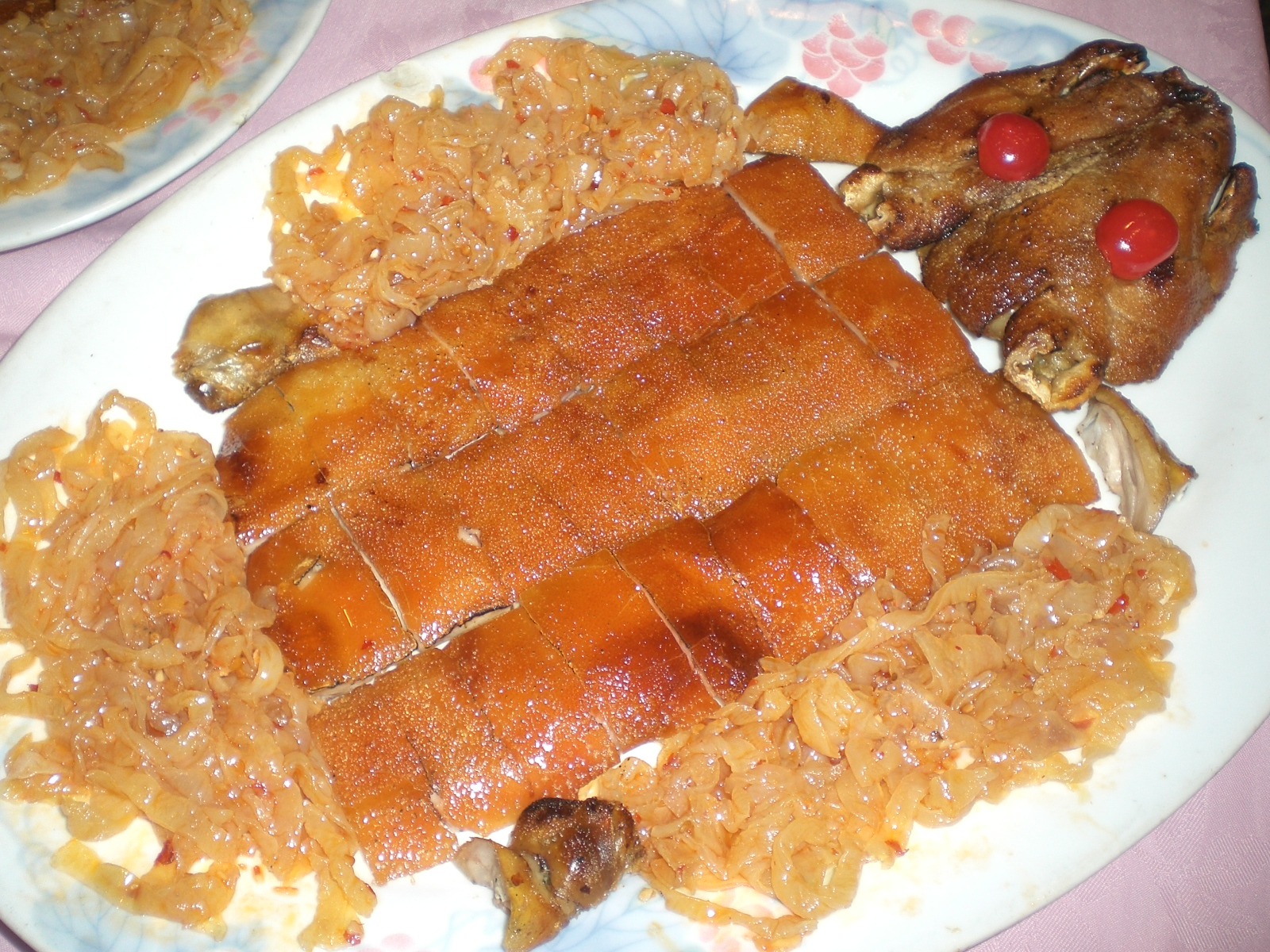
燒乳豬不會太大隻，不然即是「中豬」，不過體形世界各地也可能有差異。

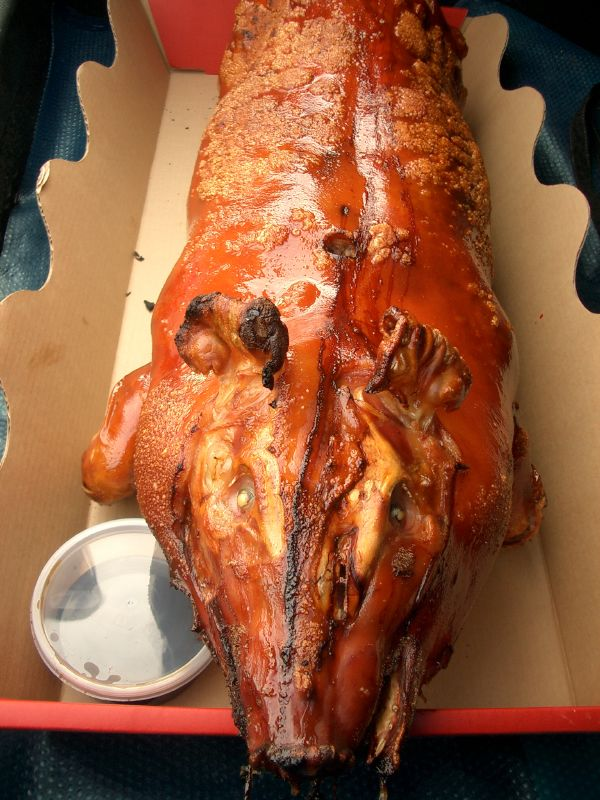
原隻燒乳豬

烤乳豬是一種通过烤制来烹饪乳猪的料理。在广东，豬是当地的傳統食材之一，其製法是將二至六個星期大，仍未斷奶的乳豬（家豬幼體）宰殺後，以爐火燒烤而成。

## 歴史
中國在西周時相信便已有食用燒豬。當時八珍之一的「炮豚」相信便是指燒豬。在西方，古羅馬的傳統菜譜中亦有燒乳豬一項。現今的中國菜中以粵菜的燒乳豬最廣為流傳；而在西方國家中，葡萄牙及西班牙俱以燒乳豬為特色菜。
北魏賈思勰所著《齊民要術》卷第八 《灸法第八十》中“灸豚法”已經詳細記述燒乳豬法：將吃奶的乳豬﹐雌雄皆可，洗得極干淨，小穴開腹，塞滿茅草，用木棒貫穿，在文火上烤，不停轉動，不時遍塗潔白豬油或麻油。烤熟的乳豬，顏色有如琥珀，又像真金，到口消融。

## 漢字文化圈的燒乳豬

### 廣東的燒乳豬

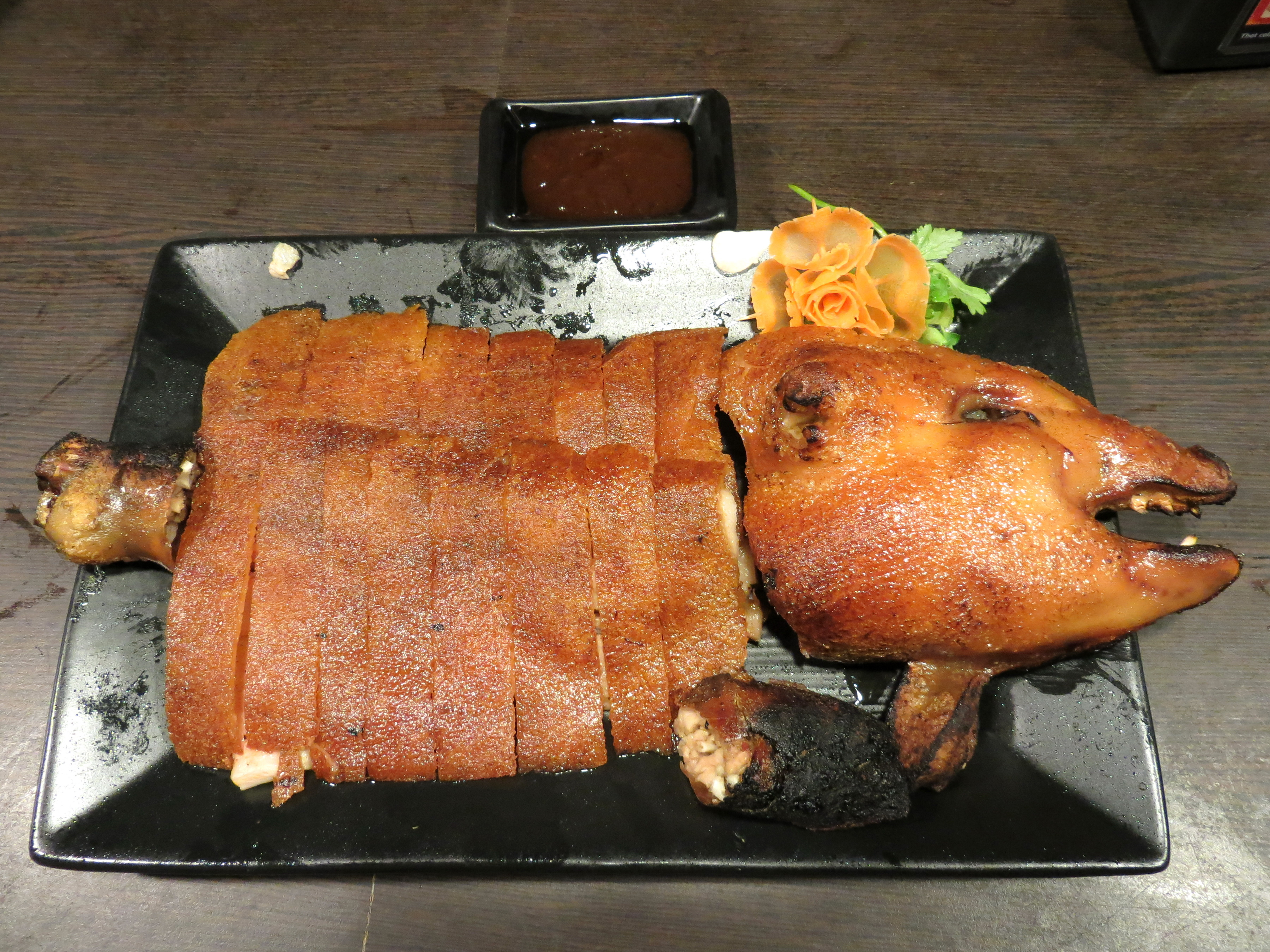
粵式明爐即燒乳猪

燒乳豬在廣東已有超過二千年的歷史。在南越王墓中起出的陪葬品中，便包括了專門用作燒乳豬的烤爐和叉。
在清朝時，粵菜的燒乳豬更被選入為滿漢全席的菜色之一。現在燒乳豬是廣東燒味其中一種。一般的製法是以重約五公斤的乳豬，宰殺後在腹部剖開，取出肋骨，放入特製燒烤叉撐開，放入烤爐烤成。如果燒烤時用慢火，燒出的乳豬豬皮光滑，稱之為光皮。亦可以用猛火燒烤，其間在豬皮塗上油，令豬皮成充滿氣泡的金黃色，即為「麻皮乳豬」。乳豬的特點包括皮薄脆、肉鬆嫩、骨香酥。吃時把乳豬斬成小件，因肉少皮薄，稱為片皮乳豬；有時點上少許乳豬醬以增加風味。另外亦有「烤禾米豬」，在燒乳豬之前，先把糯米塞進宰好的乳豬腔內再縫好才烤，令乳豬撐起來、表皮拉得比較薄，炸起來比較脆，而糯米吸收了燒乳豬的味道，吃起來也更香口。
在廣東傳統習俗中，燒豬或燒乳豬是各喜慶場合的常用祭品。無論是新店開張或是清明祭祖，都可常見抬出整隻燒豬或燒乳豬作為祭祀用品。切燒豬有時更會是儀式的一部份，待儀式完成後，燒豬便會分給各參予者分享。燒乳豬由於的份量較少，而且乳豬放涼後味道會較為遜色，因此在戶外進行儀式時，一般多用普通燒豬而較少採用乳豬。
但是在廣東或香港的婚宴中，燒乳豬仍然是必備菜色。按廣東傳統的婚禮習慣，新娘出嫁後三天返回娘家探望，稱之為“回門”。倘若新娘出嫁時仍是處女，回門時男家會以乳豬或燒豬作回禮。今天的婚禮已不會再傳遞這種意思；但乳豬仍然被留在婚宴中，並且蛻變成了各項菜色中的主角。香港某些酒家曾流行在乳豬的眼上裝上閃動的小燈泡；在婚宴中上乳豬前，先把燈光調暗，然後才由侍應生列隊隆重地奉上乳豬。除了被留在婚宴的桌上以外，在粵語的俚語內，「豬」亦被用作暗指女子的童貞。

### 琉球的燒乳豬
琉球的燒乳豬稱為「豚の丸焼き」，以出生35日大的小豬加上味噌汁烤成，常於婚宴和其他喜慶場合食用。

## 葡萄牙烧乳猪
燒乳猪是葡萄牙的名菜，葡萄牙传统美食之一。用橄榄油，葡萄酒，黑胡椒，百里香，大蒜和其他成分制成的酱汁腌制，烤到金黄，外皮酥脆，肉质软嫩，入口即化。

## 西班牙语国家的烧乳猪
烧乳猪是西班牙系语国家西班牙，古巴，波多黎各，哥伦比亚，多米尼加共和国等国家的节日食品称为lechón；将乳猪去内脏，穿以米棒在炭火上烤熟，全猪上桌。在古巴，亦可将烧乳猪肉片成片，与切片的西红柿、黄瓜一起夹在面包中，撒上盐及辣椒汁食用，物美价廉。

### 菲律宾烧乳猪
菲律宾的燒乳豬源於西班牙，會在乳猪抹上一种由鸡肝，大蒜，胡椒和醋和成的酱料。相比廣東的燒乳豬，菲律賓式的燒乳豬沒有了含甘草的五香粉，但香茅味比較重。

## 德国烧乳猪

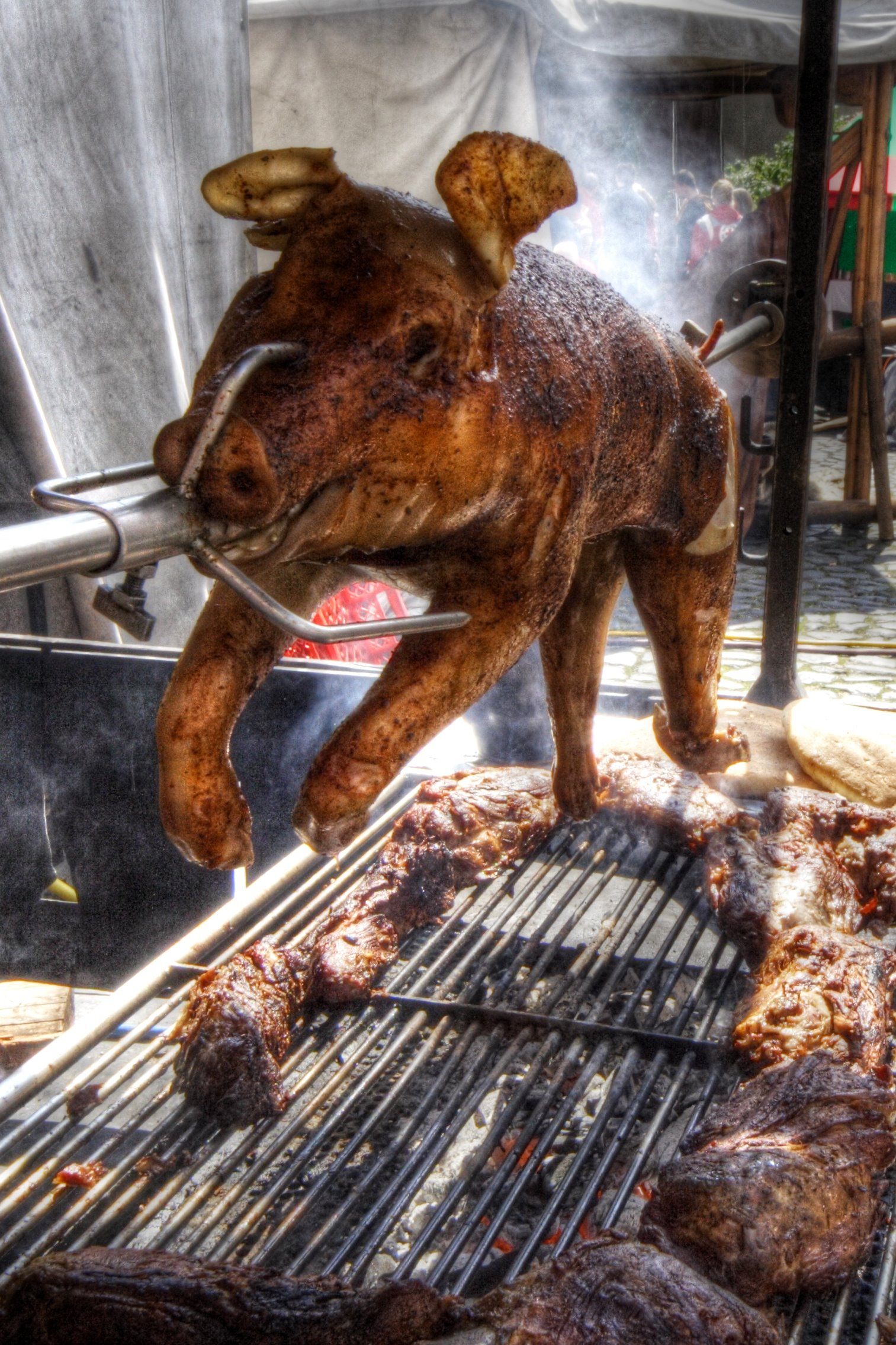
德国烧乳猪

德国的烧乳猪是慕尼黑啤酒节等节日时的传统食品。通常在火炉中或烧烤架上烧烤而成。

## 逸聞
- 中國西晉時，晉武帝司马炎曾一度到女婿王济家做客，有一道蒸乳猪，味道特别鲜美，王济稱小猪是用人奶餵大的。皇帝听了不舒服，没有吃完便离席而去。[6]